# Hunt Block
Hunt Block, właśc. Huntington Macdonald Block (ur. 16 lutego 1953 w Glen Burnie) – amerykański aktor.

## Życiorys
Urodził się w Glen Burnie w Maryland jako syn Huntingtona T. Blocka, ubezpieczyciela. Wychowywał się z młodszym bratem Williamem (ur. 2 kwietnia 1954). Po ukończeniu Uniwersytetu Harvarda otrzymał tytuł magistra sztuki w Waszyngtonie.  Związany był ze Stowarzyszeniem Vivian Beaumont i American National Theatre Association. Sprzedawał samochody Buick Century w Chicago.
Na początku swojej kariery stworzył wiele reklam telewizyjnych, filmów krótkometrażowych i eksperymentalnych spektakli teatralnych. Mieszkając w Tribeca w Nowym Jorku, występował w produkcjach off-off-Broadwayowskich i na Broadwayu dla Arthura Laurentsa, Edwarda Albeego, Roberta Smitha i Dorica Wilsona, a także w szekspirowskiej komedii Jak wam się podoba, spektaklu Łysa śpiewaczka, Na zawsze potem (Forever After), Zagubione wspomnienie (A Loss of Memory) i podczas Lincoln Center Festival of New American One Acts.
Pracował w filmie i telewizji dla reżyserów takich jak Arthur Hiller, Bill Duke i Phillip Noyce. W 1982 zadebiutował na kinowym ekranie w drugoplanowej roli barmana, który studiuje medycynę w komedii Lloyda Kaufmana i Michaela Herza Kelnerka! (Waitress!). Za rolę Petera Hollistera w operze mydlanej CBS Knots Landing (1985–1987) zdobył nominację do nagrody Soap Opera Digest. Grał potem w innych operach mydlanych – CBS Guiding Light (1997–1999) i ABC Wszystkie moje dzieci (All My Children, 2000). Od 19 lipca 2000 do 11 sierpnia 2005 występował jako czarny charakter Craig Bryant Montgomery w operze mydlanej CBS As the World Turns. Postać ta przyniosła mu dwie nominacje do nagrody Emmy (2001, 2002) i czterokrotnie do nagrody Soap Opera Digest (1999, 2001, 2003 i 2005).
W wolnym czasie pisze scenariusze i zajmuje się fotografią.

## Filmografia

### Filmy
- 1982: Kelnerka! (Waitress!) jako Bill
- 1984: Samotny facet (The Lonely Guy) jako aktor/randka Louise w barze
- 2010: Salt jako prezydent USA Lewis
- 2012: My Best Day jako Sebastian
- 2012: Young(ish) (krótkometrażowy) jako mężczyzna w średnim wieku
- 2015: Only I... jako Walter Hill

### Filmy TV
- 1983: Dziewczęce lato (Summer Girl) jako Peter Mitchell
- 1985: Tajne bronie (Secret Weapons) jako Jack Spaulding
- 1988: Parszywa dwunastka 4 (The Dirty Dozen: The Fatal Mission) jako Joe Stern
- 1988: Skazana na morderstwo (She Was Marked for Murder) jako Eric Chandler
- 1990: Projekt: Blaszany Człowiek (Project: Tin Men) jako kierownik
- 1991: Więzy krwi: Zabójstwo w rodzinie (Bloodlines: Murder in the Family)
- 1991: Sobotnie (Saturday's) jako Mark

### Seriale
- 1984: Posterunek przy Hill Street (Hill Street Blues) – odc. „Lucky Ducks” jako Tony Heedlock
- 1984: Pierwsze Olimpiady: Ateny 1896 (The First Olympics: Athens 1896) jako Robert Garrett
- 1985: Inne światy (Otherworld) – odc. „Princess Metra” jako Cort
- 1985–87: Knots Landing jako Peter Hollister
- 1988: McCall (The Equalizer) jako Steiner
- 1989: Napisała: Morderstwo (Murder, She Wrote) jako ojciec Donald Barnes
- 1991: Napisała: Morderstwo (Murder, She Wrote) jako Reuben Stoltz
- 1992: Napisała: Morderstwo (Murder, She Wrote) jako dr Jonas Beckwith
- 1993: Słoneczny patrol (Baywatch) jako Simon
- 1997–2000: Guiding Light jako Ben Warren
- 2000: Wszystkie moje dzieci (All My Children) jako chłopak Donohue
- 2000–2005:As the World Turns jako Craig Montgomery
- 2007–2008: Tylko jedno życie (One Life to Live) jako Lee Ramsey
- 2011: W garniturach (Suits) jako Rival Attorney